# Ларнакський замок

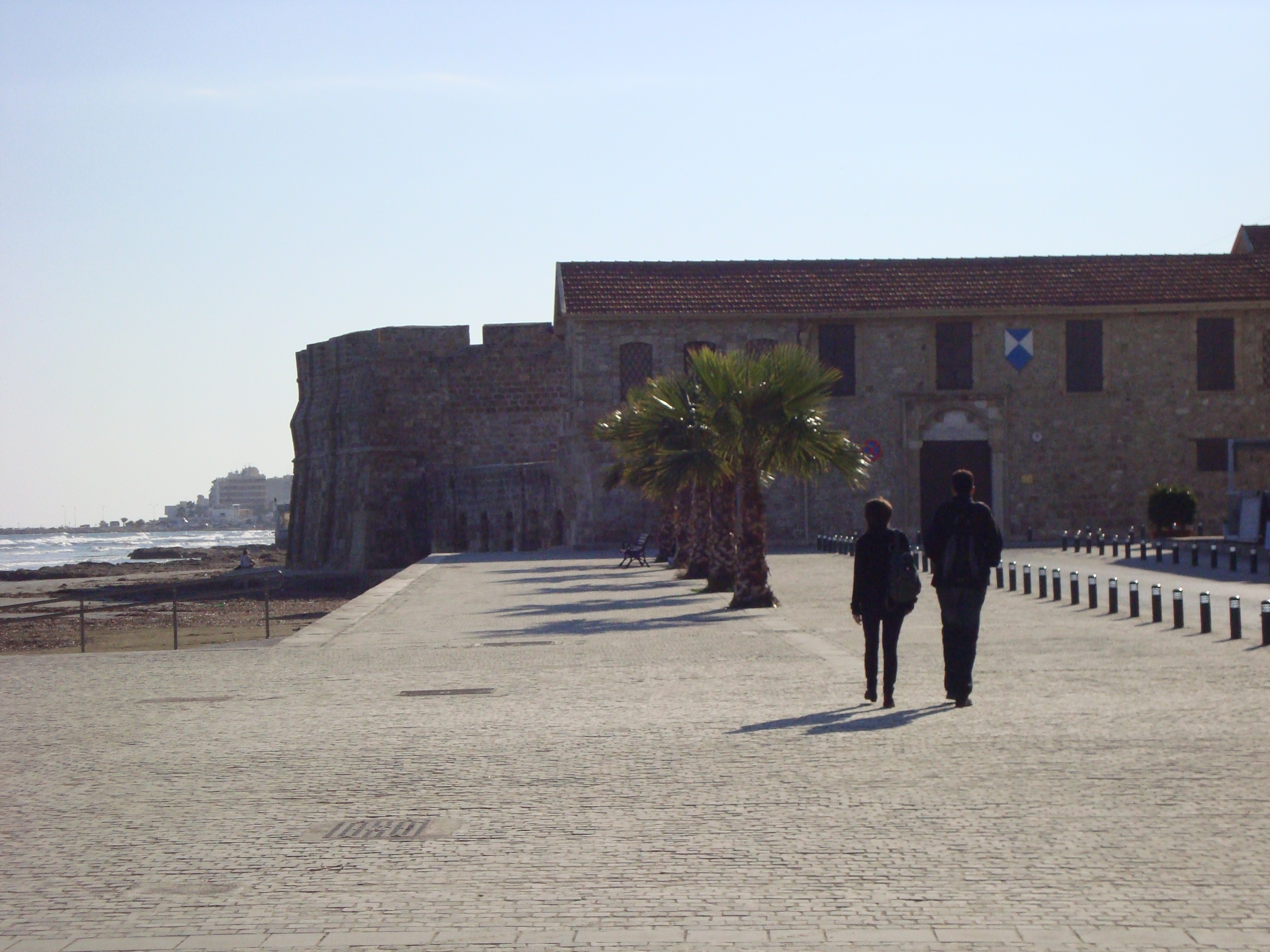
Бульвар Фіникудес, що впирається в замок

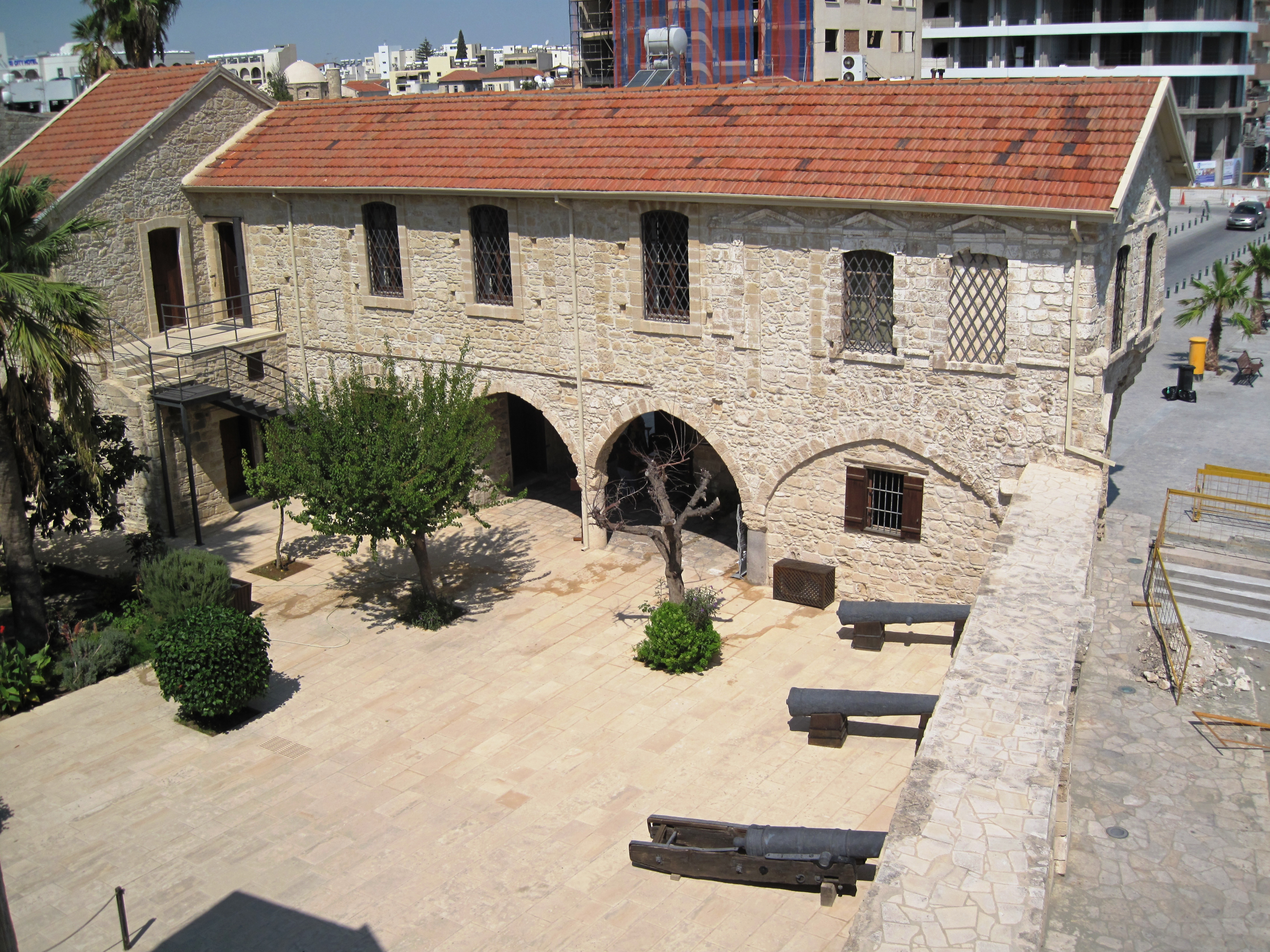
Внутрішній двір замку й арочна галерея

Замок Ларнаки (грец. Κάστρο Λάρνακας) — середньовічна османська фортеця, заснована європейцями в XIV столітті та перебудована турками в 1625 для охорони гавані Ларнаки (Республіка Кіпр). Замок знаходиться на південному краї Променада Фіникудес («Фінікова Променада» ). У даний час в замку розташовується історичний музей.

## Історія
Згідно з історичними свідченнями, замок в гавані Ларнаки  зведений за часів правління  кіпрського короля  Якова I де Лузіньяна (1382-1398). Фортеця стала складовою частиною оборонної системи південного узбережжя Кіпру, що простягалася від порту Фамагуста через мис в  районі Піли і Лімасол до затоки Акротирі.
Замок служив для оборони морського порту Ларнаки і в період панування на острові венеційців (1489-1571), а потім разом з усім островом перейшов під владу  Османської імперії. За свою історію замок неодноразово перебудовувався і реконструювався. У 1625 турки відновили майже повністю зруйнований до того часу замок (про що свідчить табличка над входом в замок), після чого форт отримав сучасний вигляд, що поєднує в собі риси  романської й  османської архітектури. Однак вже до XVIII століття форт був частково зруйнований.
З приходом британців в 1878 замок відремонтований та переданий під судово-поліцейські потреби: тут знаходився поліцейський відділок, містилися затримані і виконували смертні вироки через повішення. Незабаром після останньої кари в Ларнакському форті в 1948, поліцейський відділок переїхав на протилежний бік бульвару Фіникудес, а в приміщеннях замку відкритий історичний музей. Під час міських заворушень 1963 частина експонатів музею викрадена або істотно пошкоджена.

## Опис
Згідно з археологічними дослідженнями, початковий (Лузіньянський) замок був значно більшим за розмірами, ніж відбудований турками-османами в 1625: його територія простягалася далі на північ і південний захід. Від первісної будівлі залишилися лише арки в південній частині замку та напівкругла апсида, уздовж якої стоять надгробні плити XIV століття, звезені сюди з готичних храмів Нікосії.
У північній частині замку збереглися два сусідніх двоповерхових будинки в  османському стилі, на першому поверсі одного з яких знаходиться арочна галерея, що виконує функції внутрішнього дворика й одночасно входу в замок. Приміщення праворуч від входу обладнано британцями для страти засуджених, для чого в приміщенні встановлена шибениця.
На другому поверсі цієї будівлі знаходиться ларнакський історичний музей (Музей Середньовіччя), що займає чотири кімнати, в якому зберігаються експонати з ранніх християнських базилік IV-VII століть. На стінах розміщені світлини фресок періоду раннього християнства.
Музей відкритий для відвідування сім днів на тиждень .
У замку досі на своїх місцях знаходяться гармати початку XX століття фірми  Friedrich Krupp AG (хоча бійниць вже немає), головною функцією яких було салютувати судам, що входять у гавань. У внутрішньому дворі замку в даний час постійно проводяться концерти симфонічної музики та театральні фестивалі.